# 몬터레이해저곡

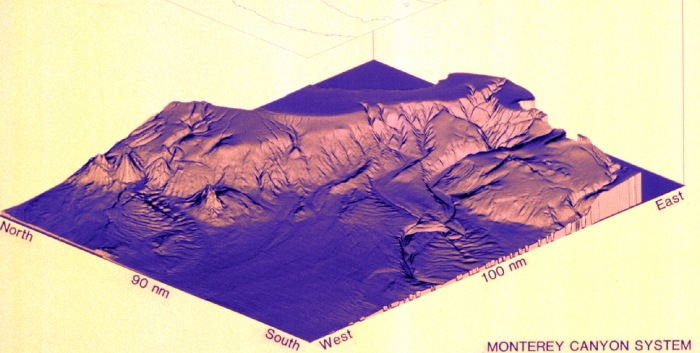
몬터레이해저곡을 설명하는 NOAA 3-D 컴퓨터 이미지

몬터레이해저곡(─海底谷, Monterey Submarine Canyon) 또는 몬터레이협곡(Monterey Canyon)은 아래에서 위로 1마일 높이의 가파른 협곡벽이 있는 미국 캘리포니아주 몬터레이베이의 해저협곡이다. 이 해저곡의 높이와 깊이는 그랜드캐년 자체의 깊이와 비교된다. 북아메리카 대륙의 서쪽 해안을 따라서 볼 수 있는 가장 큰 해저곡이다. 저탁류 침식이라는 수중 침식 과정에 의해 형성되었다. 정확한 기원과 관련하여 수많은 질문이 해결되지 않은 채 남아있다.
몬터레이협곡은 몬터레이베이의 해안 중심부를 따라 위치해있는 캘리포니아주 모스랜딩에서 시작하며 태평양 밑으로 수직으로 153킬로미터까지 뻗어있으며 몬터레이협곡 해저 선상지에서 끝이 나며 깊이는 해발 아래 최대 3,600미터에 도달한다.